# Экшн-квест
Экшн-квест — разновидность популярного игрового формата «квесты в реальности», который может сочетать в себе игровые элементы классического эскейпа, квест-перформанса и спортивного состязания. Главная особенность экшн-квеста — акцент на динамике игры и физической активности: игрокам как правило необходимо бегать, прыгать, ползать, подтягиваться, иногда — скрываться и стрелять из оружия.

## Особенности жанра
Первоначально словом action обозначался жанр голливудских фильмов-боевиков, позже термин распространился на похожего типа компьютерные игры — аркадные игры. Экшн-игры в индустрии квестов призваны реализовать компьютерный action: успех игроков зависит от их скорости, ловкости, реакции и умении принимать быстрые тактические решения.
Как и в классических эскейпах, в экшн-квесте игроки попадают в замкнутое пространство с тематическими декорациями, где они должны за определённое количество времени (от 1 до 2 часов) выполнить ряд игровых заданий. Дальше идут различия: помимо наличия заданий на физическую активность, в экшн-квестах победа команды может достигаться не только путём успешного выхода из помещения, но и в результате зарабатывания баллов или добычи как можно большего числа артефактов или сокровищ. Также, в отличие от квестов в реальности, в экшн-квестах может одновременно играть большое количество игроков, иногда до 30 человек.
Экшн-квесты могут обыгрывать известные игровые форматы по типу Форт Боярд, пряток в темноте или бродилок по лабиринту, в других случаях — повторяют сюжеты фильмов-боевиков и триллеров: противостоять полчищам зомби, скрываться от Чужого, найти антивирус и спасти человечество. В экшн-квестах игрокам могут выдавать тематические костюмы и игровое оружие.

## Разновидности экшн-квестов
Экшн-квесты могут иметь различные названия: «экшн-перформанс», «экшн-хоррор», «экшн-триллер», «спортивный экшн» и более общее название — «экшн-игра». По факту же можно выделить два подвида экшн-квестов, которые существенно различаются по своим игровым признакам.
Экшн-перформансы в большей степени повторяют идею квест-перформансов, с ярко выраженным мотивом «игры на выживание»: на локации присутствуют один или несколько актёров в роли маньяка, некоего монстра или полчищ зомби, стремящихся схватить или «съесть» игроков. Способы противостоять им могут варьироваться в зависимости от специфики конкретной игры — от тихого передвижения по пространству с прятками от антагониста до беганья и стрельбы из страйкбольного оружия, бластер-автоматов, как в игре лазертаг, или другого игрового оружия.
Спортивные экшны во многом обыгрывают формат популярной телеигры  «Форт Боярд», делая главный акцент на состязательности. Это могут быть как состязания между несколькими командами, так и стремление одной команды выполнить как можно больше игровых заданий за меньшее количество времени. Задачи зачастую ставятся чисто спортивные — достать ключ, висящий на потолке, быстро преодолеть дистанцию с препятствиями, метко выстрелить из лука и другие. Декорации и антураж помещений могут обыгрывать самые различные тематики, от состязания на гладиаторской арене до мотивов киберпанка, с соответствующей спецификой заданий.
Часто к экшн-квестам относят и так называемые «Лабиринты». Игры такого типа представляют из себя огромные закрытые пространства на сотни и даже тысячи квадратных метров, где игроки, вооруженные фонариками, бродят по тёмным запутанным коридорам в поисках выхода, как правило с преодолением препятствий, встречей с монстрами и хоррор-эффектами.